# Катастрофа на космодроме Алкантара
Взрыв на стартовой площадке космодрома Алкантара, произошедший 22 августа 2003 года — авария ракеты-носителя VLS-1, разработанного Бразильским космическим агентством, который был предназначен для запуска на орбиту двух спутников.
Ракета взорвалась на стартовой площадке космодрома Алкантара, при этом погиб 21 человек. Это была третья попытка Бразильского космического агентства запустить ракету типа VLS-1 в космос.

## Авария
Запуск VLS-1 (номер V03) был назначен на 25 августа 2003 года и получил собственное название «Операция „Сан-Луис“». В этот день на орбиту предполагалось вывести сразу два аппарата — технологический мини-спутник SATEC и микроспутник Unosat-1, созданный студентами и преподавателями Северного университета Параны.
Подготовка к запуску началась 1 июля и проводилась под руководством директора Аэрокосмического технологического центра, бригадного генерала Тиагу Рибейру. В работах принимали участие почти 700 человек. К 20 августа полностью готовая ракета стояла на стартовом столе. Специалисты выполнили имитацию запуска и вели плановые проверки агрегатов VLS-1.
С утра 22 августа на носителе шли заключительные тесты. Непосредственно у ракеты и на стартовой позиции работало около 100 человек. В полдень без видимых причин заработал двигатель одного из четырёх блоков первой ступени ракеты, жёстко закреплённой на стартовом столе. Бьющий из него огненный факел поджёг соседние двигатели неподвижно стоящего изделия, и через несколько секунд носитель взорвался. При взрыве погиб двадцать один человек, находившийся на стартовой позиции, и ещё более 20 человек получили ранения. От взрыва загорелся кустарник в окружающих джунглях, и огромное облако дыма можно было видеть с большого расстояния. Взрыв сровнял с землёй пусковую установку ракеты, превратив конструкцию высотой 10 этажей в груду искорёженного металла.

## Последствия
После взрыва Бразильское космическое агентство подверглось резкой критике за использование твердотопливных ракет, более простых в изготовлении и в запуске, чем ракеты на жидком топливе, но и более опасных из-за отсутствия управления подачей топлива и системы аварийной блокировки.

Комиссия по расследованию установила, что виновником катастрофы стал электрический разряд, несанкционированно поданный в систему зажигания одного из четырёх ускорителей первой ступени. Окончательно выяснить, что стало причиной выдачи сигнала, так и не удалось.
Этот инцидент вызвал значительные задержки бразильской космической программы, как вследствие проведения правительственного расследования, так и из-за того, что во время взрыва погибли многие учёные и инженеры, работавшие над проектом.